# Chavarriella trianteris
Chavarriella trianteris là một loài bướm đêm trong họ Geometridae.